# Redbone (nummer)
Redbone is een nummer van de Amerikaanse rapper en zanger Childish Gambino, artiestennaam van Donald Glover. Hij schreef het nummer samen met Ludwig Göransson, Gary Cooper, Bootsy Collins en George Clinton, en hij nam samen met Göransson de productie voor zijn rekening namen. In november 2016 werd het uitgebracht als tweede single van het derde studioalbum van de zanger, genaamd "Awaken, My Love!".

## Achtergrond
Het nummer gaat over een relatie die geplaagd wordt door paranoia en de angst voor ontrouw. De vrouw over wie hij zingt wil het goedmaken met de hoofdpersoon nadat ze het vertrouwen heeft geschonden, maar hij wil zijn tijd niet meer verspillen. Redbone is de term waarmee een lichtgekleurde zwarte vrouw, die hier bezongen wordt, wordt aangeduid. Er werd geschreven nadat het nummer uitkwam dat Gambino zijn zang digitaal zou hebben bewerkt, maar dit ontkrachtte hij: "Er werd niet veel vocaal werk gedaan. Ik denk dat mensen Redbone horen en zeggen: 'Oh, hij heeft zijn zang hoger gezet', maar er was geen vocale pitching op het album - ik zong gewoon anders."
Redbone wordt gebruikt in de openingsscène van de horrorfilm Get Out van regisseur Jordan Peele.

## Hitnoteringen en prijzen
Redbone bereikte de twaalfde plek van de Billboard Hot 100, de meest prestigieuze Amerikaanse hitlijst. Het stond uiteindelijk vierenveertig weken in de hitlijst genoteerd. De Nederlandse Top 40 werd niet bereikt.
Tijdens de Grammy Awards van 2018 won Gambino met Redbone de prijs voor Best Traditional R&B Performance. Daarnaast werd het genomineerd voor Record of the Year en Best R&B Song, maar in deze categorieën gingen de prijzen naar respectievelijk 24K Magic en That's What I Like, allebei van Bruno Mars. In 2021 werd Redbone door het magazine Rolling Stone opgenomen op de lijst van The 500 Greatest Songs of All Time, op plek 383.